# Athens Trophy 1989 - Doppio
Il doppio del torneo di tennis Athens Trophy 1989, facente parte del WTA Tour 1989, ha avuto come vincitrici Sandra Cecchini e Patricia Tarabini che hanno battuto in finale Silke Meier e Elena Pampoulova 4–6, 6–4, 6–2.

## Teste di serie
1. Sandra Cecchini /  Patricia Tarabini (campionesse)
2. Assente

1. Cecilia Dahlman /  Simone Schilder (primo turno)
2. Rachel McQuillan /  Rennae Stubbs (primo turno)

## Tabellone

### Legenda
| - Q = Qualificato - WC = Wild card - LL = Lucky loser | - ALT = Alternate - SE = Special Exempt - PR = Protected Ranking | - w/o = Walkover - r = Ritirato - d = Squalificato |